# خنک‌کننده لپ‌تاپ
خنک‌کننده لپ‌تاپ (انگلیسی: Laptop cooler)، یا کولینگ پد یا به اختصار عامیانه کول پد ، ابزاری جانبی است که به منظور کاهش دمای رایانه‌های قابل حمل مورد استفاده قرار می‌گیرد. خنک کننده ها با قرار گرفتن در زیر یا کنار لپ تاپ با باز نگهداشتن مسیر عبور هوای آن یا تسریع جریان هوای ورودی یا خروجی سیستم خنک کننده خود لپ تاپ ، به دفع حرارت درون آن و نهایتا کاهش دمای سیستم و نگه داشتن دمای آن در محدوده بهینه کمک می کنند. 

## انواع
لپ تاپ ها مانند تمام کامپیوترها ، درون خود دارای سیستم خنک کننده می باشند و شرکت های سازنده لپ تاپ ها اغلب سعی می کنند که بر اساس مقدار حرارت تولید شده توسط قطعات مادربرد و نیاز آنها به کار در دمای استاندارد ، سیستمی در نظر بگیرند که به اندازه نیاز باعث دفع حرارت تولید شده به بیرون گردد. اما نوع کاربری از لپ تاپ و شرایطی که در آن از لپ تاپ استفاده می گردد می تواند باعث عدم توانایی سیستم خنک کنندگی لپ تاپ در پایین نگاه داشتن دمای آن شود و عملکرد آن را کاهش دهد . وظیفه عمومی خنک کننده ها ، کمک به خنک نگه داشتن لپ تاپ در چنین شرایطی می باشد. 
خنک کننده های لپ تاپ با اشکال و قابلیت های متفاوتی وجود دارند که هرکدام بسته به نوع کاربری و شرایط فیزیکی لپ تاپ ، مورد استفاده قرار می گیرند:

### خنک کننده های بدون فن
این خنک کننده ها عموماً به عنوان پایه و حائل بین لپ تاپ و سطح زیر آن به کار می روند و معمولاً نسبت به خنک کننده های دارای فن ، کم هزینه تر بوده و سبک تر هستند. وظیفه آنها در واقع ایجاد فضایی مناسب جهت گردش هوا زیر لپ تاپ و کمک به تنفس بدون مانع و بهینه سیستم خنک کاری لپ تاپ می باشد و از این جهت در خنک کننده ها دسته بندی می شوند . این خنک کننده ها برای کاربرانی که موقع استفاده از لپ تاپ ، عادت به قرار دادن آن روی سطوحی مانند فرش ، موکت یا تخت دارند یا آن را روی پای خود قرار می دهند، مناسب هستند.

### خنک کننده های دارای فن
این خنک کننده ها از یک یا چند فن تشکیل شده اند که درون آنها قرار گرفته و با پورت‌های یواس‌بی به لپ تاپ متصل می‌شوند. فن‌های موجود در خنک‌کننده با دمش هوای خنک بیرون به قسمت زیرین لپ تاپ و در مواردی به وسیله مکش کردن هوای گرم سیستم باعث کاهش دمای آن می‌شوند. خنک کننده های فن دار برای کاربرانی مناسب هستند که به علت شرایط محیطی یا کاربری ، سیستم های آنها حرارت زیادی تولید کرده و این حرارت باعث اختلال در عملکرد لپ تاپ شود.

#### خنک کننده های دمنده
این خنک کننده ها که عمومی ترین نوع خنک کننده های فن دار هستند ، به وسیله یک یا چند فن با دمش هوای خنک بیرون به قسمت زیرین لپ تاپ باعث کمک به کاهش دمای لپ تاپ می شوند. مزیت این نوع خنک کننده ها این است که می توانند مانند خنک کننده های بدون فن ، به عنوان پایه نیز استفاده شوند و دوم اینکه با دمش هوای تازه به درون سیستم باعث می شوند علاوه بر افزایش جریان هوای ورودی به داخل ، همیشه هوای خنک زیر لپ تاپ در دسترس باشد.

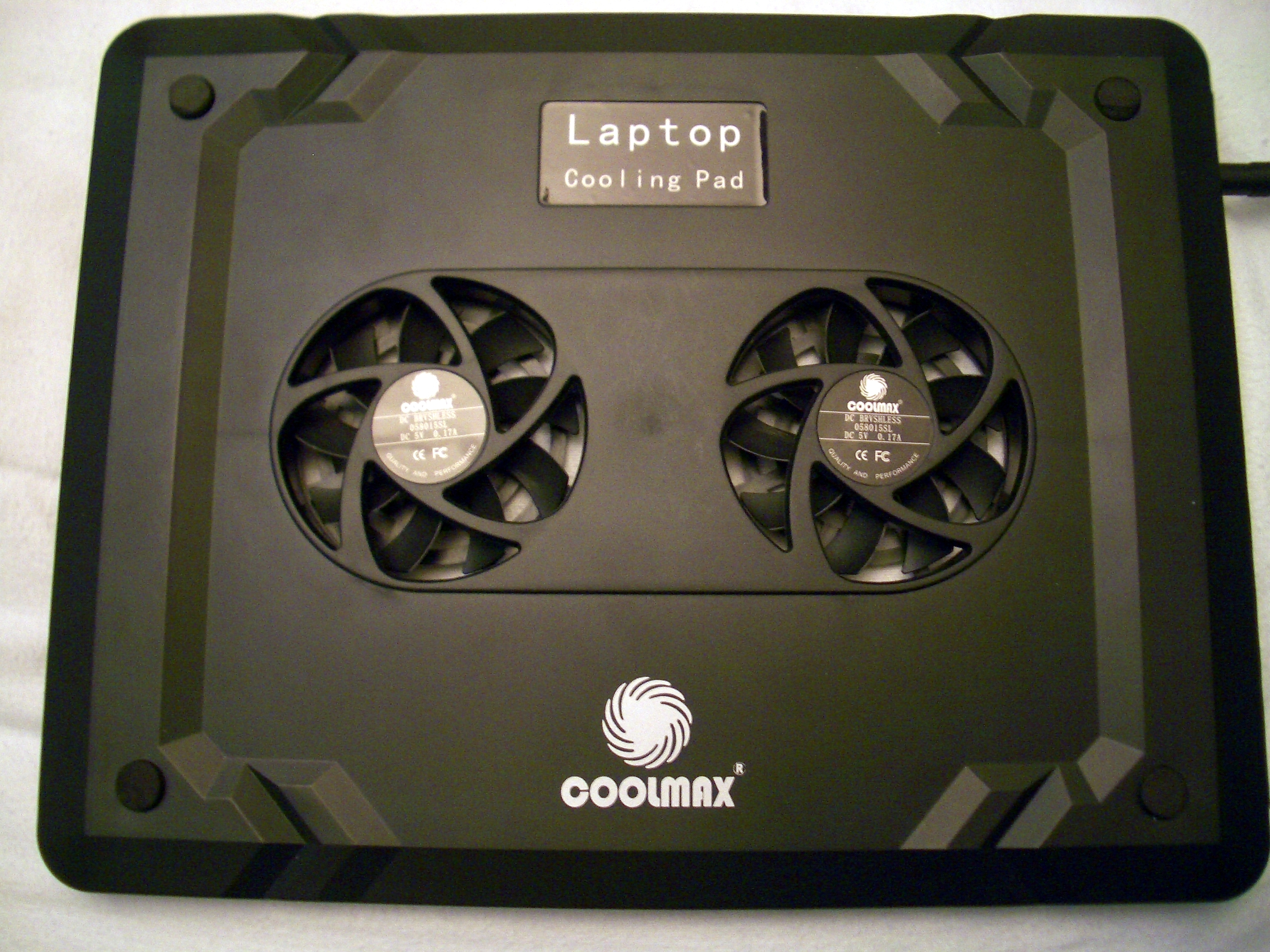
یک دستگاه خنک کننده دمنده با دو فن

از معایب این خنک کننده ها می توان به اشغال فضای زیاد اشاره کرد. زیرا ابعاد آنها معمولا به اندازه خود لپ تاپ و حتی بیشتر است.

#### خنک کننده های مکنده
این نوع خنک کننده ها به سطوح جانبی لپ تاپ یا محل خروج هوای گرم لپ تاپ وصل شده و با مکش هوای گرم خروجی ، باعث افزایش جریان هوای ورودی به لپ تاپ می شوند. این نوع خنک کننده ها کوچک و سبک هستند و این نسبت به خنک کننده های دمنده به عنوان یک مزیت شمرده می شود. و عیب آنها نسبت به خنک کننده های دمنده این است که نمی توانند به عنوان پایه استفاده شوند.

## استفاده از خنک کننده
خنک کننده های لپ تاپ از بدو اختراع ، مورد انتقاد و بحث بوده اند که آیا اصلا استفاده از یک خنک کننده به کاهش دمای لپ تاپ کمک خواهد کرد؟ عده ای از کاربران استفاده از خنک کننده ها را بی فایده می دانند و عده ای دیگر استفاده از آنها را توصیه می کنند. ضرورت استفاده از خنک کننده با عوامل زیادی باید سنجیده شود.
بازدهی و تاثیر یک خنک کننده در عملکرد هر سیستم ، با توجه به عوامل زیادی می تواند متفاوت باشد:

### نوع لپ تاپ
سیستمی که کاربر از آن استفاده می کند می تواند با توجه به تکنولوژی و کیفیت قطعات به کار برده شده در آن ، بی نیاز یا نیازمند به استفاده از خنک کننده باشد:

#### نوع قطعات به کار رفته در لپ تاپ
قطعاتی مانند CPU و واحد پردازش گرافیکی و بقیه واحد هایی که در آنها انرژی بیشتری نسبت به بقیه قطعات مادربرد مصرف می شود عموما حرارت بیشتری تولید می کنند و این حرارت باید دفع شود زیرا این قطعات همانقدر که حرارت تولید می کنند ، نسبت به افزایش دما نیز حساس هستند. شرکت های سازنده لپ تاپ ها با ارتقای تکنولوژی ساخت و کیفیت این قطعات ، بازدهی آنها را افزایش و حرارت تولیدی آنها را کاهش می دهند و در موارد قدیمی تر ، مقاومت قطعات به ازدیاد دما را افزایش می دادند. اگر این قطعات در یک لپ تاپ به افزایش دما حساسیت داشته باشند به گونه ای که عملکرد آنها بر اثر افزایش دما تحت تاثیر قرار گیرد ، استفاده از یک خنک کننده می تواند کمک کننده باشد.

#### نوع سیستم خنک کننده به کار رفته در لپ تاپ
در تولید و طراحی هر لپ تاپ ، با توجه به شکل چینش قطعات در مادربرد و حرارت تولیدی توسط آنها ، در لپ تاپ ها سیستم های خنک کننده طراحی می کنند که عموما این سیستم ها به وسیله هوا عمل خنک کاری را انجام می دهند. برای عبور جریان هوا در این سیستم ها ، راه هایی برای ورود و خروج هوا در بدنه لپ تاپ تعبیه شده است که در اغلب موارد ، ورودی های هوا در سطح زیرین لپ تاپ قرار گرفته اند و در مواردی در سطوح جانبی قرار دارند. برای مواردی که ورودی های هوا در سطح زیرین قرار دارند ، خنک کننده های دمنده استفاده می شوند چراکه با دمش هوای خنک به ورودی ها باعث افزایش جریان هوا در سیستم خنک کاری لپ تاپ می شوند. برای مواردی که ورودی ها در سطوح کناری قرار دارند ، استفاده از خنک کننده های دمنده بی فایده خواهد بود مگر اینکه دمش هوا از سطوح جانبی و به سمت ورودی ها انجام شود. اگر خروجی هوا از سطوح کناری باشد می توان از خنک کننده های مکنده استفاده نمود. در مواردی نیز سیستم خنک کننده لپ تاپ به اندازه کافی قدرت دارد که تحت هر شرایطی دمای لپ تاپ را پایین نگه دارد؛ در این موارد بدیهی است که نیازی به استفاده از خنک کننده نخواهد بود.

### نوع کاربری از لپ تاپ
کلیه عواملی که به نوع استفاده کاربر بستگی دارند ، بیشتر از بقیه موارد باعث افزایش دمای لپ تاپ می شوند:

#### شرایط محیطی استفاده از لپ تاپ
کاربرها ممکن است لپ تاپ را در دمایی استفاده کنند که باعث بالا بودن همیشگی دمای آن باشد و سیستم خنک کننده لپ تاپ نتواند به اندازه کافی لپ تاپ را خنک نگه دارد. برای این مورد خنک کننده های فن دار مفید واقع خواهند شد. و برعکس در شرایطی که دمای هوا پایین باشد طبیعتا نیاز به خنک کننده کمتر خواهد شد.

#### نرم افزارهای مورد استفاده
کاربران با توجه به نیاز خود از لپ تاپ استفاده می کنند. نرم افزارهایی که باعث فشار آوردن به سخت افزارها و واحد های پردازش در لپ تاپ شوند مانند بازی هایی که دارای محیط سنگین گرافیکی هستند ، نرم افزار های مهندسی و تحلیلی یا محاسباتی و حتی ویروس ها تا زمانی که از بین برده نشوند می توانند دمای لپ تاپ را به مقدار زیادی بالا ببرند و عملکرد آن را دچار اختلال کنند. در این موارد ، خنک کننده های فن دار می توانند به مقدار مفیدی پایداری سیستم را افزایش دهند.

#### مکان استفاده از لپ تاپ
در مواردی که ورودی هوای لپ تاپ در سطح زیرین آن قرار دارد باید اکیداً توجه شود که نباید لپ تاپ بر روی سطوحی مانند فرش ، موکت ، پارچه یا لباس قرار گیرد چون که مکش هوای سیستم خنک کننده لپ تاپ از سطح زیرین آن انجام می شود و این مکش باعث می شود که ذرات ریز میکروسکوپی و پرزهای این سطوح به درون لپ تاپ کشیده شده و با گیر کردن و چسبیدن به درزها و شکاف های مادربرد، در دراز مدت باعث سوختگی فن لپ تاپ و در موارد بدتر ، اتصال کوتاه بین قطعات مادربرد و سوختن آن ها خواهد شد. همچنین به دلیل فرو رفتن پایه های لپ تاپ در این سطوح نرم و چسبیدن سطح زیرین لپ تاپ به آنها ، مکش هوا به درستی انجام نخواهد شد و در نتیجه دما بالا خواهد رفت. در این موارد که کاربر عادت به گذاشتن لپ تاپ روی سطوح گفته شده در مواقع استفاده را دارد ، بهتر است که حداقل از یک خنک کننده بدون فن استفاده کند تا از بروز اتفاقات فوق در دراز مدت جلوگیری گردد.